# Paul Pogge

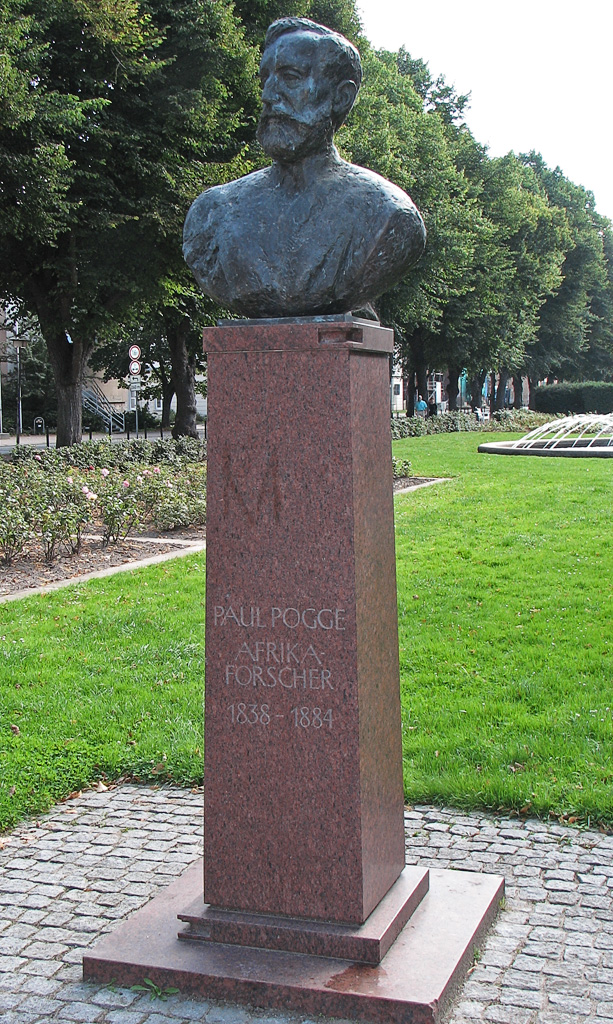
popiersie Paula Pogge w Rostocku

Paul Pogge (ur. 24 grudnia 1838 lub 27 grudnia 1839 w Zierstorf w Meklenburgii-Schwerinie, zm. 16 marca 1884 w Luandzie) – niemiecki podróżnik i badacz Afryki.
Wziął udział w dwóch wyprawach do Afryki Środkowej, w zlewisko rzeki Kongo. Pierwszą odbył w latach 1874–1876, a drugą – w której towarzyszył mu Hermann von Wissmann – od 1880 do 1884.